# 65号線 (ポーランド)
ポーランド国鉄65号線（ポーランド語:  Linia kolejowa nr 65、別名：Linia Hutnicza Szerokotorowa、略称：LHS）は、ポーランドで広軌（軌間1520 mm）で最長の鉄道路線である。この路線と国境付近の非常に短い路線を除いて、ポーランドの鉄道は標準軌である。路線は、フルビエシュフの東にあるポーランドとウクライナの国境からスワフクフまでの約400キロで単線で、主に鉄鉱石や石炭などを輸送する貨物線である。旧ソビエト連邦に基づく広域ネットワークの最西端である。

## 歴史
1970年代、カトヴィツェ製鉄所は、最も繁栄し、大量の鉄鉱石を必要とした。主な原料がクリヴォイログ近くの鉱山（当時ソビエト連邦、現在ウクライナ）にあり、そこから鉄道輸送により、ポーランドのメディカ、プシェムィシル、タルヌフを経由してヤヴォジュノのシュツァコバに搬送されていた。しかし、この路線の輸送容量は不足していた。
ポーランド国鉄は2つの計画を検討した。1つ目は、より多くの貨物を運ぶことができるように既存の線路を近代化することであった。2つ目は、国境を越えて輸送を容易にするために新設の広軌の路線を建設することであった。検討の結果、後者が採択され、ワルシャワにあるCBSiPBK（鉄道の建設・設計・研究のための中央局）によって設計された。技師であったJózef Skorupskiは、ジェネラルデザイナーであった。設計局21局、地質企業8社、技術大学3校がプロジェクトに参加した。
この路線は1979年に開通し、ソビエト連邦からの鉄鉱石の輸入と石炭と硫黄の輸出に使用された。共産主義の崩壊と1989年の経済変化の後、交通量は大幅に減少した。
2020年1月5日、中国からの初めてのコンテナ貨物列車が、中国の西安からロシア、カザフスタン、ウクライナを経由する9477 kmの路線を12日間走行した後、この路線を走行してスワウコウ駅に到達した。路線を担当する会社は、中国との定期的な接続が確立されていることを期待しており、その広軌の路線がポーランドとウクライナ間の国境の迅速な通過を可能にしている。

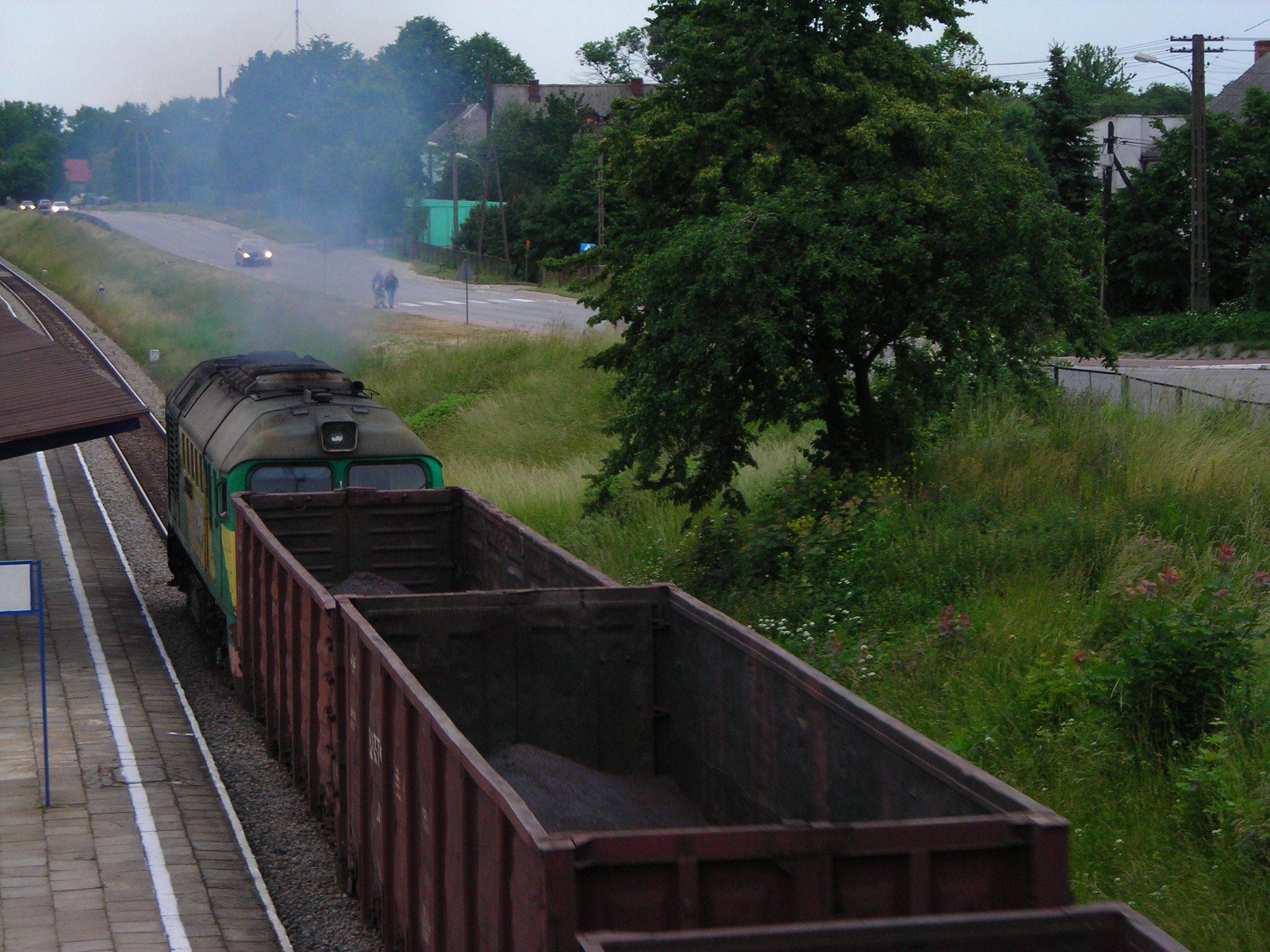
65号線を走行するST44（ポーランド センジシュフにて）

## 名称
1970年代、名称は、Linia Hutniczo-Siarkowa（英語：Metalworks-Sulphur Line）で、略称はLHSであった。しかし、ポーランドと旧ソビエト連邦との硫黄の輸送は廃止されたため、1990年代に、硫黄の部分を削除し、Linia Hutnicza Szerokotorowa（英語：Broad Gauge Metallurgy Line）に改称された。略称は引き続きLHSである。